# ترانه‌شناسی وان دایرکشن
 وان دایرکشن  یک گروه پسرانه انگلیسی-ایرلندی است که تاکنون پنج آلبوم استودیویی، شش آلبوم چندآهنگه، دو آلبوم ویدئویی، ۱۷ تک‌آهنگ (شامل چهار تک‌آهنگ خیریه)، ۱۲ تک‌آهنگ تبلیغاتی و ۱۷ موزیک ویدئو منتشر کرده‌اند. آن‌ها پس از به‌پایان رساندن سومین از هفتمین دوره مسابقه تلویزیونی استعدادیابی ایکس فاکتور در سال ۲۰۱۰ با سایمون کاول قراردادی با سایکو رکوردز امضا کردند. آن‌ها متعاقباً در آمریکای شمالی قراردادی با کلمبیا رکوردز امضا کردند. وان دایرکشن: این ما هستیم یک کنسرت فیلم مستند سه‌بعدی است که در ۲۹ اوت ۲۰۱۳ در انگلستان و ۳۰ اوت ۲۰۱۳ در ایالات متحده اکران شد. این فیلم درطی اجرای گروه در تور مرا به خانه ببر ضبط شده‌است.
این گروه نخستین آلبوم استودیویی‌اش، همه شب بیدار را در نوامبر ۲۰۱۱ منتشر کرد. این آلبوم در جدول شانزده کشور در صدر قرار گرفت. تک‌آهنگ اصلی «چیزی که تو را زیبا می‌کند»، یک موفقیت بین‌المللی بود که به رتبه یک در جدول تک‌آهنگ‌های بریتانیا و رتبه چهار در ۱۰۰ آهنگ داغ بیلبورد رسید؛ از آن زمان به ترتیب چهار و شش گواهی‌نامه پلاتین در ایالات متحده و استرالیا دریافت کرده‌است. تک‌آهنگ‌های بعدی، «باید تو باشی» و «یک چیز» به ده تای برتر در انگلستان راه یافتند. دومین آلبوم استودیویی گروه، مرا به خانه ببر در نوامبر ۲۰۱۲ منتشر شد.این آلبوم در هفته اول در ایالات متحده ۵۴۰٬۰۰۰ نسخه فروخت و در ۳۵ کشور به رتبه یک رسید. تک‌آهنگ اصلی آلبوم، «زندگی کنیم تا وقتی که جوونیم» تبدیل به بالاترین رتبه کسب شده توسط وان دایرکشن و بالاترین میزان فروش در هفته اول یک آهنگ توسط یک هنرمند غیرآمریکایی را ثبت کرد. «چیزهای کوچک» و «بوسه تو» تک‌آهنگ‌های دیگر این آلبوم هستند که به موفقیت متوسطی دست یافتند.
سومین آلبوم استودیویی وان دایرکشن، خاطرات شبانه در ۲۵ نوامبر ۲۰۱۳ منتشر شد. تک‌آهنگ اصلی آلبوم، «بهترین ترانه دنیا» به رتبه‌های خوبی دست یافت و دومین تک‌آهنگ آن، «داستان زندگی‌ام» توسط منتقدان تحسین شد. این آلبوم یک موفقیت تجاری بود که به رتبه یک در جدول تک‌آهنگ‌های بریتانیا و ۱۰۰ آهنگ داغ بیلبورد رسید. این آلبوم وان دایرکشن را به تنها گروه در تاریخ تبدیل کرد که سه آلبوم اولشان به رتبه یک در بیلبورد ۲۰۰ رسیده‌است. این گروه با چهارمین آلبوم استودیویی‌اش، چهار این رکورد را به چهار آلبوم متوالی با رتبه یک افزایش دادند. آلبوم بعدی آن‌ها، ساخته‌شده در بامداد و تک‌آهنگ اصلی آن «درگ می داون» در سال بعد منتشر شدند. در اکتبر ۲۰۱۵، این گروه دومین تک‌آهنگ آلبوم، «بی‌نقص» را منتشر کردند. از مارس ۲۰۱۵، این گروه ۵۰ میلیون نسخه در سراسر جهان به فروش رسید.
```
[
۹
]
```

## آلبوم‌ها

### آلبوم‌های استودیویی
| عنوان              | اطلاعات آلبوم                                                                                | موقعیت در جدول‌ها | موقعیت در جدول‌ها | موقعیت در جدول‌ها | موقعیت در جدول‌ها | موقعیت در جدول‌ها | موقعیت در جدول‌ها | موقعیت در جدول‌ها | موقعیت در جدول‌ها | موقعیت در جدول‌ها | موقعیت در جدول‌ها | فروش                                                               | گواهی‌نامه‌ها |
| عنوان              | اطلاعات آلبوم                                                                                | بریتانیا         | استرالیا         | بلژیک            | کانادا           | دانمارک          | ایرلند           | هلند             | نیوزیلند         | سوئد             | ایالات متحده     | فروش                                                               | گواهی‌نامه‌ها |
| ------------------ | -------------------------------------------------------------------------------------------- | ---------------- | ---------------- | ---------------- | ---------------- | ---------------- | ---------------- | ---------------- | ---------------- | ---------------- | ---------------- | ------------------------------------------------------------------ | --- |
| همه شب بیدار       | - انتشار: ۱۸ نوامبر ۲۰۱۱ - ناشرها: سایکو، کلمبیا - فرمت‌ها: سی‌دی، دانلود موسیقی               | ۲                | ۱                | ۷                | ۱                | ۴                | ۱                | ۷                | ۱                | ۱                | ۱                | - جهانی: ۴٬۵۰۰٬۰۰۰ - بریتانیا: ۱٬۰۸۶٬۴۳۴ - ایالات متحده: ۲٬۰۹۵٬۰۰۰ | - بریتانیا: ۳× پلاتین - استرالیا: ۵× پلاتین - ایتالیا: ۲× پلاتین - سوئد: پلاتین - ایرلند: ۳× پلاتین - کانادا: ۳× پلاتین - آمریکا: ۲× پلاتین - نیوزیلند: ۳× پلاتین                      |
| مرا به خانه ببر    | - انتشار: ۹ نوامبر ۲۰۱۲ - ناشرها: سایکو، کلمبیا - فرمت‌ها: سی‌دی، دانلود موسیقی                | ۱                | ۱                | ۱                | ۱                | ۱                | ۱                | ۱                | ۱                | ۱                | ۱                | - جهانی: ۴٬۴۰۰٬۰۰۰ - بریتانیا: ۹۶۰٬۲۵۵ - ایالات متحده: ۲٬۰۴۳٬۰۰۰   | - بریتانیا: ۳× پلاتین - استرالیا: ۳× پلاتین - ایتالیا: ۲× پلاتین - سوئد: ۲× پلاتین - ایرلند: ۳× پلاتین - کانادا: ۳× پلاتین - دانمارک: پلاتین - آمریکا: ۲× پلاتین - نیوزیلند: ۲× پلاتین |
| خاطرات شبانه       | - انتشار: ۲۵ نوامبر ۲۰۱۳ - ناشرها: سایکو، کلمبیا - فرمت‌ها: سی‌دی، آلبوم پرآهنگ، دانلود موسیقی | ۱                | ۱                | ۱                | ۱                | ۱                | ۱                | ۲                | ۲                | ۱                | ۱                | - جهانی: ۴٬۰۰۰٬۰۰۰ - بریتانیا: ۸۲۸٬۸۴۰ - ایالات متحده: ۱٬۵۵۲٬۰۰۰   | - بریتانیا: ۳× پلاتین - استرالیا: ۲× پلاتین - سوئد: ۲× پلاتین - ایتالیا: ۳× پلاتین - ایرلند: ۳× پلاتین - کانادا: ۲× پلاتین - آمریکا: پلاتین - نیوزیلند: پلاتین                         |
| چهار               | - انتشار: ۱۷ نوامبر ۲۰۱۴ - ناشرها: سایکو، کلمبیا - فرمت‌ها: سی‌دی، آلبوم پرآهنگ، دانلود موسیقی | ۱                | ۱                | ۱                | ۱                | ۱                | ۱                | ۱                | ۱                | ۱                | ۱                | - جهانی: ۳٬۲۰۰٬۰۰۰ - کانادا: ۹۸٬۰۰۰ - ایالات متحده: ۱٬۰۶۴٬۰۰۰      | - بریتانیا: ۲× پلاتین - استرالیا: ۲× پلاتین - سوئد: پلاتین - ایتالیا: ۲× پلاتین - کانادا: پلاتین - آمریکا: پلاتین - نیوزیلند: پلاتین                                                   |
| ساخته‌شده در بامداد | - انتشار: ۱۳ نوامبر ۲۰۱۵ - ناشرها: سایکو، کلمبیا - فرمت‌ها: سی‌دی، آلبوم پرآهنگ، دانلود موسیقی | ۱                | ۲                | ۱                | ۲                | ۴                | ۱                | ۳                | ۲                | ۲                | ۲                | - جهانی: ۲٬۴۰۰٬۰۰۰ - بریتانیا: ۳۶۲٬۰۰۰ - ایالات متحده: ۸۵۳٬۰۰۰     | - بریتانیا: پلاتین - استرالیا: پلاتین - ایتالیا: پلاتین - سوئد: طلا - کانادا: پلاتین - آمریکا: پلاتین - نیوزیلند: طلا                                                                  |

### آلبوم‌های ویدئویی
| عنوان                                      | اطلاعات آلبوم                                                                 | موقعیت در جدول‌ها | موقعیت در جدول‌ها | موقعیت در جدول‌ها | موقعیت در جدول‌ها | فروش                                      | گواهی‌نامه‌ها                                                                          |
| عنوان                                      | اطلاعات آلبوم                                                                 | بریتانیا         | استرالیا         | کانادا           | ایالات متحده     | فروش                                      | گواهی‌نامه‌ها                                                                          |
| ------------------------------------------ | ----------------------------------------------------------------------------- | ---------------- | ---------------- | ---------------- | ---------------- | ----------------------------------------- | ------------------------------------------------------------------------------------ |
| همه شب بیدار: تور زنده                     | - انتشار: ۲۸ مه ۲۰۱۲ - ناشرها: سایکو، کلمبیا - فرمت: دی‌وی‌دی                   | ۶                | ۱                | ۱                | ۱                | - بریتانیا: ۶۱٬۰۰۰ - ایالات متحده: ۷۶٬۰۰۰ | - بریتانیا: ۲× پلاتین - استرالیا: ۱۰× پلاتین - کانادا: ۶× پلاتین - آمریکا: ۲× پلاتین |
| وان دایرکشن: جایی که ما هستیم - فیلم کنسرت | - انتشار: ۱ دسامبر ۲۰۱۴ - ناشرها: سایکو، کلمبیا - فرمت‌ها: دی‌وی‌دی، دیسک بلو-ری | ۱                | ۱                | —                | ۱                |                                           | - بریتانیا: ۲× پلاتین - استرالیا: ۴× پلاتین - آمریکا: پلاتین                         |

## آلبوم‌های چندآهنگه
| عنوان                                      | اطلاعات ای‌پی                                                  | موقعیت در جدول‌ها | موقعیت در جدول‌ها |
| عنوان                                      | اطلاعات ای‌پی                                                  | ایالات متحده     | فرانسه           |
| ------------------------------------------ | ------------------------------------------------------------- | ---------------- | ---------------- |
| آی‌تونز فستیوال: لندن ۲۰۱۲                  | - انتشار: ۲۰ سپتامبر ۲۰۱۲ - ناشر: سایکو - فرمت: دانلود موسیقی | ۱۴۰              | —                |
| زندگی کنیم تا وقتی که جوونیم ای‌پی          | - انتشار: ۲۸ سپتامبر ۲۰۱۲ - ناشر: سایکو - فرمت: دانلود موسیقی | —                | ۷۳               |
| بهترین ترانه دنیا (از «این ما هستیم») ای‌پی | - انتشار: ۱۹ ژوئیه ۲۰۱۳ - ناشر: سایکو - فرمت: دانلود موسیقی   | —                | —                |
| خاطرات شبانه ای‌پی                          | - انتشار: ۷ مارس ۲۰۱۴ - ناشر: سایکو - فرمت: دانلود موسیقی     | —                | —                |
| من و تو ای‌پی                               | - انتشار: ۲۳ مه ۲۰۱۴ - ناشر: سایکو - فرمت: دانلود موسیقی      | —                | —                |
| بی‌نقص ای‌پی                                 | - انتشار: ۲۲ اکتبر ۲۰۱۵ - ناشر: سایکو - فرمت: دانلود موسیقی   | —                | —                |

## تک‌آهنگ‌ها

### به عنوان خواننده اصلی
| عنوان                                                                         | سال  | موقعیت در جدول‌ها | موقعیت در جدول‌ها | موقعیت در جدول‌ها | موقعیت در جدول‌ها | موقعیت در جدول‌ها | موقعیت در جدول‌ها | موقعیت در جدول‌ها | موقعیت در جدول‌ها | موقعیت در جدول‌ها | موقعیت در جدول‌ها | گواهی‌نامه‌ها | آلبوم              |
| عنوان                                                                         | سال  | بریتانیا         | استرالیا         | بلژیک            | کانادا           | دانمارک          | ایرلند           | هلند             | نیوزیلند         | سوئد             | ایالات متحده     | گواهی‌نامه‌ها | آلبوم              |
| ----------------------------------------------------------------------------- | ---- | ---------------- | ---------------- | ---------------- | ---------------- | ---------------- | ---------------- | ---------------- | ---------------- | ---------------- | ---------------- | --- | ------------------ |
| «چیزی که تو را زیبا می‌کند»                                                    | ۲۰۱۱ | ۱                | ۷                | ۸                | ۷                | ۲۶               | ۱                | ۶۳               | ۲                | ۲۹               | ۴                | - بریتانیا: ۳× پلاتین - استرالیا: ۷× پلاتین - بلژیک: طلا - ایتالیا: پلاتین - سوئد: ۴× پلاتین - کانادا: ۸× پلاتین - آمریکا: ۴× پلاتین - نیوزیلند: ۲× پلاتین | همه شب بیدار       |
| «باید تو باشی»                                                                | ۲۰۱۱ | ۳                | —                | —                | —                | —                | ۳                | —                | —                | —                | —                | - بریتانیا: نقره | همه شب بیدار       |
| «یک چیز»                                                                      | ۲۰۱۲ | ۹                | ۳                | ۳۷               | ۱۷               | —                | ۶                | ۷۲               | ۱۶               | —                | ۳۹               | - بریتانیا: نقره - استرالیا: ۴× پلاتین - ایتالیا: طلا - کانادا: ۳× پلاتین - آمریکا: پلاتین - نیوزیلند: طلا                                                 | همه شب بیدار       |
| «بیشتر از این»                                                                | ۲۰۱۲ | ۸۶               | ۴۹               | —                | —                | —                | ۳۹               | —                | —                | —                | —                | - استرالیا: طلا | همه شب بیدار       |
| «زندگی کنیم تا وقتی که جوونیم»                                                | ۲۰۱۲ | ۳                | ۲                | ۷                | ۲                | ۴                | ۱                | ۳                | ۱                | ۲۳               | ۳                | - بریتانیا: طلا - استرالیا: ۲× پلاتین - ایتالیا: طلا - سوئد: پلاتین - کانادا: ۲× پلاتین - آمریکا: پلاتین - نیوزیلند: پلاتین                                | مرا به خانه ببر    |
| «چیزهای کوچک»                                                                 | ۲۰۱۲ | ۱                | ۹                | ۳۰               | ۲۰               | ۲۳               | ۲                | —                | ۲                | ۲۷               | ۳۳               | - بریتانیا: پلاتین - استرالیا: ۲× پلاتین - سوئد: پلاتین - کانادا: ۲× پلاتین - آمریکا: پلاتین - نیوزیلند: طلا                                               | مرا به خانه ببر    |
| «بوسه تو»                                                                     | ۲۰۱۳ | ۹                | ۱۳               | ۳۰               | ۳۰               | ۲۴               | ۷                | ۳۰               | ۱۳               | ۵۰               | ۴۶               | - بریتانیا: طلا - استرالیا: پلاتین - سوئد: پلاتین - کانادا: ۲× پلاتین - آمریکا: طلا - نیوزیلند: طلا                                                        | مرا به خانه ببر    |
| «هر جور که شده (لگد نوجوان‌ها)»                                                | ۲۰۱۳ | ۱                | ۳                | ۵                | ۹                | ۱                | ۱                | ۱                | ۳                | ۲۸               | ۱۳               | - بریتانیا: طلا - استرالیا: ۲× پلاتین - بلژیک: طلا - ایتالیا: طلا - سوئد: طلا - کانادا: پلاتین - آمریکا: طلا - نیوزیلند: طلا                               | خاطرات شبانه       |
| «بهترین ترانه دنیا»                                                           | ۲۰۱۳ | ۲                | ۴                | ۱۲               | ۲                | ۲                | ۲                | ۵                | ۳                | ۲۲               | ۲                | - بریتانیا: پلاتین - استرالیا: پلاتین - ایتالیا: طلا - سوئد: طلا - کانادا: ۲× پلاتین - آمریکا: پلاتین - نیوزیلند: طلا                                      | خاطرات شبانه       |
| «داستان زندگی‌ام»                                                              | ۲۰۱۳ | ۲                | ۳                | ۳                | ۳                | ۱                | ۱                | ۳                | ۱                | ۸                | ۶                | - بریتانیا: پلاتین - استرالیا: ۲× پلاتین - ایتالیا: پلاتین - سوئد: طلا - کانادا: ۴× پلاتین - آمریکا: ۳× پلاتین - نیوزیلند: پلاتین                          | خاطرات شبانه       |
| «خاطرات نیمه‌شب»                                                               | ۲۰۱۴ | ۳۹               | ۴۵               | ۴                | ۳۵               | ۲                | ۳                | ۵                | ۳                | —                | ۱۲               | - بریتانیا: نقره | خاطرات شبانه       |
| «تو و من»                                                                     | ۲۰۱۴ | ۱۹               | ۲۳               | ۱۷               | ۷۸               | ۳۸               | ۷                | ۳۲               | ۲۲               | ۲۱               | ۶۸               | - بریتانیا: نقره - ایتالیا: طلا | خاطرات شبانه       |
| «دزدیدن دوست‌دخترم»                                                            | ۲۰۱۴ | ۳                | ۹                | ۱۵               | ۱۶               | ۱                | ۳                | ۳۱               | ۹                | ۱۸               | ۱۳               | - بریتانیا: پلاتین - استرالیا: پلاتین - ایتالیا: طلا - کانادا: پلاتین - نیوزیلند: طلا - آمریکا: طلا                                                        | چهار               |
| «شب تغییر می‌کنه»                                                              | ۲۰۱۴ | ۷                | ۳۳               | —                | ۲۰               | —                | ۱۳               | ۷۶               | ۱۱               | ۴۰               | ۳۱               | - بریتانیا: پلاتین - استرالیا: طلا - ایتالیا: طلا - کانادا: پلاتین - نیوزیلند: طلا - آمریکا: پلاتین                                                        | چهار               |
| «درگ می داون»                                                                 | ۲۰۱۵ | ۱                | ۱                | ۵                | ۴                | ۵                | ۱                | ۵                | ۱                | ۶                | ۳                | - بریتانیا: پلاتین - استرالیا: ۲× پلاتین - ایتالیا: ۲× پلاتین - سوئد: پلاتین - کانادا: ۳× پلاتین - نیوزیلند: طلا                                           | ساخته‌شده در بامداد |
| «بی‌نقص»                                                                       | ۲۰۱۵ | ۲                | ۴                | ۹                | ۱۳               | ۲۵               | ۱                | ۲۸               | ۷                | ۱۲               | ۱۰               | - بریتانیا: پلاتین - استرالیا: ۲× پلاتین - ایتالیا: پلاتین - کانادا: ۲× پلاتین - نیوزیلند: پلاتین                                                          | ساخته‌شده در بامداد |
| «تاریخچه»                                                                     | ۲۰۱۵ | ۶                | ۲۵               | ۴۴               | ۴۶               | —                | ۸                | ۷۲               | ۱۴               | ۶۳               | ۶۵               | - بریتانیا: پلاتین - استرالیا: طلا - ایتالیا: طلا - کانادا: طلا - نیوزیلند: پلاتین                                                                         | ساخته‌شده در بامداد |
| نشانهٔ «—» مواردی را نشان می‌دهد که در آن کشور منتشر نشده یا به جدول نرسیده‌اند. |      |                  |                  |                  |                  |                  |                  |                  |                  |                  |                  | |                    |

### به عنوان خواننده همراه
| «قهرمانان» (به عنوان بخشی از فینالیست‌های ایکس فاکتور ۲۰۱۰)                         | ۲۰۱۰ | ۱  | — | — | — | —  | ۱  | — | — | —  | - یک تک‌آهنگ خیریه برای کمک به قهرمانان.              |
| «با ستاره‌ای آرزو کن» (فینالیست‌های ایکس فاکتور ۲۰۱۱ به همراهی جی‌ال‌اس و وان دایرکشن) | ۲۰۱۱ | ۱  | — | — | — | —  | ۱  | — | — | —  | - یک تک‌آهنگ خیریه برای باهمدیگر برای زندگی‌های کوتاه. |
| «فقط خدا می‌دونه» (به عنوان بی‌بی‌سی موزیک و دوستان)                                  | ۲۰۱۴ | ۲۰ | — | — | — | —  | ۷۷ | — | — | —  | - یک تک‌آهنگ خیریه برای کودکان نیازمند.               |
| «اونا می‌دونن کریسمسه؟» (به عنوان بخشی از بانداید ۳۰)                               | ۲۰۱۴ | ۱  | ۳ | ۱ | ۸ | ۳۵ | ۱  | ۴ | ۲ | ۶۳ | - یک تک‌آهنگ خیریه برای بحران ابولا.                  |
| نشانهٔ «—» مواردی را نشان می‌دهد که در آن کشور منتشر نشده یا به جدول نرسیده‌اند.      |      |    |   |   |   |    |    |   |   |    |                                                      |

### تک‌آهنگ‌های تبلیغاتی
| عنوان                                                                         | سال  | موقعیت در جدول‌ها | موقعیت در جدول‌ها | موقعیت در جدول‌ها | موقعیت در جدول‌ها | موقعیت در جدول‌ها | موقعیت در جدول‌ها | موقعیت در جدول‌ها | موقعیت در جدول‌ها | موقعیت در جدول‌ها | موقعیت در جدول‌ها | گواهی‌نامه‌ها    | آلبوم              |
| عنوان                                                                         | سال  | بریتانیا         | استرالیا         | بلژیک            | کانادا           | دانمارک          | ایرلند           | هلند             | نیوزیلند         | سوئد             | ایالات متحده     | گواهی‌نامه‌ها    | آلبوم              |
| ----------------------------------------------------------------------------- | ---- | ---------------- | ---------------- | ---------------- | ---------------- | ---------------- | ---------------- | ---------------- | ---------------- | ---------------- | ---------------- | -------------- | ------------------ |
| «دیانا»                                                                       | ۲۰۱۳ | ۵۸               | —                | ۳                | ۲۳               | ۱                | ۲                | ۳                | ۲                | ۵۵               | ۱۱               |                | خاطرات شبانه       |
| «محکم»                                                                        | ۲۰۱۳ | ۴۸               | —                | ۶                | ۴۴               | ۳                | ۲۲               | ۴                | ۱                | ۵۸               | ۸۷               |                | خاطرات شبانه       |
| «آماده اجرا»                                                                  | ۲۰۱۴ | ۴۴               | —                | —                | ۶۰               | ۱۰               | —                | —                | ۲۹               | ۵۸               | ۷۷               |                | چهار               |
| «قلب‌های شکسته کجا می‌روند؟»                                                    | ۲۰۱۴ | ۴۷               | —                | —                | ۹۰               | —                | ۶۹               | —                | —                | —                | ۸۸               |                | چهار               |
| «۱۸»                                                                          | ۲۰۱۴ | ۴۵               | —                | —                | ۸۴               | —                | ۸۴               | —                | —                | ۴۶               | ۸۷               |                | چهار               |
| «دختر متعال»                                                                  | ۲۰۱۴ | ۶۵               | —                | —                | —                | —                | —                | —                | —                | —                | —                |                | چهار               |
| «طلای احمق»                                                                   | ۲۰۱۴ | ۷۴               | —                | —                | —                | —                | —                | —                | —                | —                | —                |                | چهار               |
| «بینهایت»                                                                     | ۲۰۱۵ | ۳۶               | ۲۲               | —                | ۴۰               | —                | ۳۸               | ۵۹               | ۲۸               | ۴۲               | ۵۴               | - ایتالیا: طلا | ساخته‌شده در بامداد |
| «خانه»                                                                        | ۲۰۱۵ | ۹۶               | ۴۸               | ۳۷               | —                | —                | ۸۴               | —                | —                | —                | ۷۴               |                | بی‌نقص ای‌پی         |
| «آخر روز»                                                                     | ۲۰۱۵ | ۷۳               | ۵۸               | —                | ۶۷               | —                | ۴۱               | ۹۶               | —                | ۵۹               | —                |                | ساخته‌شده در بامداد |
| «دوستت دارم خداحافظ»                                                          | ۲۰۱۵ | ۷۸               | ۷۵               | —                | ۸۰               | —                | ۴۵               | —                | —                | ۷۱               | —                |                | ساخته‌شده در بامداد |
| «چه احساسی»                                                                   | ۲۰۱۵ | ۹۰               | ۷۷               | —                | —                | —                | ۵۹               | ۹۴               | —                | ۷۴               | —                |                | ساخته‌شده در بامداد |
| نشانهٔ «—» مواردی را نشان می‌دهد که در آن کشور منتشر نشده یا به جدول نرسیده‌اند. |      |                  |                  |                  |                  |                  |                  |                  |                  |                  |                  |                |                    |

## سایر آهنگ‌های راه یافته به جدول‌ها
| «نا نا نا»                                                                    | ۲۰۱۱ | —   | ۸۶ | —  | —   | ۲۷ | —  | —  | —  | —   | همه شب بیدار       |
| «دنیایی دیگر»                                                                 | ۲۰۱۱ | ۸۵  | ۶۶ | —  | —   | —  | —  | —  | —  | —   | همه شب بیدار       |
| «لحظه‌ها»                                                                      | ۲۰۱۱ | ۱۱۸ | ۶۰ | —  | ۸۷  | —  | —  | —  | —  | —   | همه شب بیدار       |
| «بایست»                                                                       | ۲۰۱۱ | —   | ۸۰ | —  | —   | —  | —  | —  | —  | —   | همه شب بیدار       |
| «همه شب بیدار»                                                                | ۲۰۱۱ | —   | —  | —  | —   | —  | —  | —  | —  | —   | همه شب بیدار       |
| «من باید تو را می‌بوسیدم»                                                      | ۲۰۱۲ | ۵۵  | ۷۱ | —  | —   | —  | —  | ۲۷ | —  | —   | همه شب بیدار       |
| «هیچ‌کس مقایسه نمی‌کند»                                                         | ۲۰۱۲ | ۱۷۴ | —  | —  | ۷۹  | —  | —  | —  | —  | —   | مرا به خانه ببر    |
| «او نترسیده»                                                                  | ۲۰۱۲ | ۱۷۱ | —  | —  | ۸۹  | —  | —  | —  | —  | —   | مرا به خانه ببر    |
| «هنوز یکی»                                                                    | ۲۰۱۲ | ۱۹۷ | —  | —  | ۹۷  | —  | —  | —  | —  | —   | مرا به خانه ببر    |
| «حمله قلبی»                                                                   | ۲۰۱۲ | —   | —  | —  | ۱۰۰ | —  | —  | —  | —  | —   | مرا به خانه ببر    |
| «با من برقص»                                                                  | ۲۰۱۲ | —   | —  | —  | —   | —  | —  | —  | —  | ۹۸  | مرا به خانه ببر    |
| «اونا راجع‌به ما هیچ‌چیز نمی‌دانند»                                              | ۲۰۱۲ | —   | —  | —  | —   | —  | —  | —  | —  | —   | مرا به خانه ببر    |
| «آخرین اولین بوسه»                                                            | ۲۰۱۲ | —   | —  | —  | —   | —  | —  | —  | —  | —   | مرا به خانه ببر    |
| «اول تو را دوست داشت»                                                         | ۲۰۱۲ | —   | —  | —  | —   | —  | —  | —  | —  | —   | مرا به خانه ببر    |
| «من می‌خواهم»                                                                  | ۲۰۱۲ | —   | —  | —  | —   | —  | —  | —  | —  | —   | مرا به خانه ببر    |
| «یالا یالا»                                                                   | ۲۰۱۲ | —   | —  | —  | —   | —  | —  | —  | —  | —   | مرا به خانه ببر    |
| «فراموش نکن به کجا تعلق داری»                                                 | ۲۰۱۳ | ۲۱  | —  | ۲۶ | —   | ۵۱ | ۳۱ | —  | —  | —   | خاطرات شبانه       |
| «نیمی از قلبی»                                                                | ۲۰۱۳ | ۱۰۸ | —  | —  | —   | ۸۲ | —  | —  | —  | —   | خاطرات شبانه       |
| «زنده»                                                                        | ۲۰۱۳ | ۱۵۰ | —  | —  | —   | —  | —  | —  | —  | —   | خاطرات شبانه       |
| «بهتر از کلمات»                                                               | ۲۰۱۳ | ۱۸۵ | —  | —  | —   | —  | —  | —  | —  | —   | خاطرات شبانه       |
| «آیا او می‌داند؟»                                                              | ۲۰۱۳ | ۱۳۰ | —  | —  | —   | —  | —  | —  | —  | —   | خاطرات شبانه       |
| «با خوشحالی»                                                                  | ۲۰۱۳ | ۱۲۰ | —  | —  | —   | —  | —  | —  | ۳۵ | —   | خاطرات شبانه       |
| «لباس سیاه کوتاه»                                                             | ۲۰۱۳ | ۱۷۷ | —  | —  | —   | —  | —  | —  | —  | —   | خاطرات شبانه       |
| «دروغ‌های سفید کوچک»                                                           | ۲۰۱۳ | ۱۴۹ | —  | —  | —   | —  | —  | —  | —  | —   | خاطرات شبانه       |
| «همین حالا»                                                                   | ۲۰۱۳ | ۱۷۳ | —  | —  | —   | —  | —  | —  | —  | —   | خاطرات شبانه       |
| «از میان تاریکی»                                                              | ۲۰۱۳ | ۱۷۵ | —  | —  | —   | —  | —  | —  | —  | —   | خاطرات شبانه       |
| «چرا ما آنجا نمی‌رویم»                                                         | ۲۰۱۳ | ۱۵۶ | —  | —  | —   | —  | —  | —  | —  | —   | خاطرات شبانه       |
| «ضد آتش»                                                                      | ۲۰۱۴ | ۹۲  | —  | —  | —   | —  | —  | —  | —  | —   | چهار               |
| «سندرم استکهلم»                                                               | ۲۰۱۴ | ۱۰۷ | —  | —  | —   | —  | —  | —  | ۳۱ | ۹۹  | چهار               |
| «بیلتت را تعویض کن»                                                           | ۲۰۱۴ | ۱۴۹ | —  | —  | —   | —  | —  | —  | —  | —   | چهار               |
| «ابرها»                                                                       | ۲۰۱۴ | ۱۸۳ | —  | —  | —   | —  | —  | —  | —  | —   | چهار               |
| «توهم»                                                                        | ۲۰۱۴ | ۱۸۱ | —  | —  | —   | —  | —  | —  | —  | —   | چهار               |
| «بدون کنترل»                                                                  | ۲۰۱۴ | ۱۳۵ | —  | —  | —   | —  | —  | —  | —  | —   | چهار               |
| «یک بار در طول زندگی»                                                         | ۲۰۱۴ | ۱۷۰ | —  | —  | —   | —  | —  | —  | —  | —   | چهار               |
| «فضاها»                                                                       | ۲۰۱۴ | ۱۶۰ | —  | —  | —   | —  | —  | —  | —  | —   | چهار               |
| «رفتار کردن به اندازه سنم»                                                    | ۲۰۱۴ | ۱۴۰ | —  | —  | —   | —  | —  | —  | —  | —   | چهار               |
| «اگر می‌توانستم پرواز کنم»                                                     | ۲۰۱۵ | ۷۹  | —  | —  | ۷۰  | ۵۳ | ۸۹ | —  | ۵۸ | ۸۳  | ساخته‌شده در بامداد |
| «الیویا»                                                                      | ۲۰۱۵ | ۷۲  | —  | —  | ۸۴  | ۵۵ | —  | —  | ۷۶ | ۸۷  | ساخته‌شده در بامداد |
| «بامداد»                                                                      | ۲۰۱۵ | ۸۳  | —  | —  | ۸۱  | ۶۲ | —  | —  | ۷۸ | ۹۴  | ساخته‌شده در بامداد |
| «هیچ‌وقت کافی نیست»                                                            | ۲۰۱۵ | ۸۹  | —  | —  | ۱۰۰ | ۶۵ | —  | —  | ۸۹ | ۱۰۰ | ساخته‌شده در بامداد |
| «رفع موقت»                                                                    | ۲۰۱۵ | ۸۶  | —  | —  | —   | ۶۹ | —  | —  | ۹۶ | ۹۶  | ساخته‌شده در بامداد |
| «هی فرشته»                                                                    | ۲۰۱۵ | ۹۶  | —  | —  | ۹۸  | ۷۶ | —  | —  | ۹۹ | —   | ساخته‌شده در بامداد |
| «می‌خواهم برایت یک آهنگ بنویسم»                                                | ۲۰۱۵ | ۱۰۳ | —  | —  | ۹۷  | ۷۷ | —  | —  | ۹۴ | —   | ساخته‌شده در بامداد |
| «گرگ‌ها»                                                                       | ۲۰۱۵ | ۹۹  | —  | —  | —   | ۷۸ | —  | —  | —  | —   | ساخته‌شده در بامداد |
| «در باد راه رفتن»                                                             | ۲۰۱۵ | ۱۰۴ | —  | —  | —   | ۷۹ | —  | —  | —  | —   | ساخته‌شده در بامداد |
| «راه زیادی تا پایین»                                                          | ۲۰۱۵ | ۱۰۶ | —  | —  | —   | ۹۹ | —  | —  | —  | —   | ساخته‌شده در بامداد |
| نشانهٔ «—» مواردی را نشان می‌دهد که در آن کشور منتشر نشده یا به جدول نرسیده‌اند. |      |     |    |    |     |    |    |    |    |     |                    |

## موزیک ویدئوها
| عنوان                          | سال  | کارگردان(ها)                     | م.      |
| ------------------------------ | ---- | -------------------------------- | ------- |
| «چیزی که تو را زیبا می‌کند»     | ۲۰۱۱ | جان اوربانو                      | [ ۱۰۷ ] |
| «باید تو باشی»                 | ۲۰۱۱ | جان اوربانو                      | [ ۱۰۷ ] |
| «یک چیز»                       | ۲۰۱۲ | دکلان وایت‌بلوم                   | [ ۱۰۸ ] |
| «بیشتر از این»                 | ۲۰۱۲ | اندی ساندرس                      | [ ۱۰۹ ] |
| «زندگی کنیم تا وقتی که جوونیم» | ۲۰۱۲ | واژان آرنل                       | [ ۱۱۰ ] |
| «چیزهای کوچک»                  | ۲۰۱۲ | واژان آرنل                       | [ ۱۱۰ ] |
| «بوسه تو»                      | ۲۰۱۳ | واژان آرنل                       | [ ۱۱۰ ] |
| «هر جور که شده (لگد نوجوان‌ها)» | ۲۰۱۳ | وان دایرکشن                      | [ ۱۱۱ ] |
| «بهترین ترانه دنیا»            | ۲۰۱۳ | بن وینستون                       | [ ۱۱۲ ] |
| «داستان زندگی‌ام»               | ۲۰۱۳ | بن وینستون                       | [ ۱۱۲ ] |
| «خاطرات نیمه‌شب»                | ۲۰۱۴ | بن وینستون                       | [ ۱۱۲ ] |
| «تو و من»                      | ۲۰۱۴ | بن وینستون                       | [ ۱۱۲ ] |
| «دزدیدن دوست‌دخترم»             | ۲۰۱۴ | بن ترینر گبه ترینر               | [ ۱۱۳ ] |
| «شب تغییر می‌کنه»               | ۲۰۱۴ | بن وینستون                       | [ ۱۱۲ ] |
| «درگ می داون»                  | ۲۰۱۵ | بن ترینر گبه ترینر               | [ ۱۱۴ ] |
| «بی‌نقص»                        | ۲۰۱۵ | سوفیا مولر                       | [ ۱۱۵ ] |
| «تاریخچه»                      | ۲۰۱۶ | بن وینستون کالوین آرند گبه ترینر | [ ۱۱۶ ] |